# ファーストレディになろう
「ファーストレディになろう」は、太田裕美が1996年の3月に発売したシングルである。

## 解説
- '96メナードレディイメージソング[1]。なおCMでは「ファーストレディ」のところが「メナードレディ」に歌詞が換えられている。

## 収録曲
1. ファーストレディになろう
  - 作詞:奥山六九／作曲:GONTITI／編曲:羽毛田丈史
2. ベロアの秘密
  - 作詞:太田裕美／作曲:GONTITI／編曲:羽毛田丈史
3. ファーストレディになろう（カラオケ）
  - 作曲:GONTITI／編曲:羽毛田丈史